# Саут-Франклін Тауншип (округ Вашингтон, Пенсільванія)
Саут-Франклін Тауншип (англ. South Franklin Township) — селище (англ. township) в США, в окрузі Вашингтон штату Пенсільванія. Населення — 2868 осіб (2020).

## Демографія
Згідно з переписом 2010 року, у селищі мешкало 3310 осіб у 1292 домогосподарствах у складі 997 родин. Було 1389 помешкань
Расовий склад населення:
| - 98,0 % — білих - 0,5 % — чорних або афроамериканців - 0,2 % — азіатів |

До двох чи більше рас належало 1,1 %. Частка іспаномовних становила 0,7 % від усіх жителів.
За віковим діапазоном населення розподілялося таким чином: 22,2 % — особи молодші 18 років, 63,7 % — особи у віці 18—64 років, 14,1 % — особи у віці 65 років та старші. Медіана віку мешканця становила 44,3 року. На 100 осіб жіночої статі у селищі припадало 99,6 чоловіків;  на 100 жінок у віці від 18 років та старших — 97,8 чоловіків також старших 18 років.
Середній дохід на одне домашнє господарство  становив 79 275 доларів США (медіана — 64 922), а середній дохід на одну сім'ю — 88 142 долари (медіана — 73 631). Медіана доходів становила 51 319 доларів для чоловіків та 35 637 доларів для жінок. За межею бідності перебувало 3,3 % осіб, у тому числі 0,0 % дітей у віці до 18 років та 1,6 % осіб у віці 65 років та старших.
Цивільне працевлаштоване населення становило 1694 особи. Основні галузі зайнятості: роздрібна торгівля — 16,5 %, освіта, охорона здоров'я та соціальна допомога — 14,6 %, виробництво — 11,9 %, сільське господарство, лісництво, риболовля — 10,9 %.